# Museum Waalsdorp
Museum Waalsdorp toont het erfgoed van het Nederlandse defensie-, veiligheids- en beveiligingsonderzoek sinds 1927 op de Waalsdorpervlakte te Den Haag (vanaf 1969) en eerder Wassenaar (tussen 1927 en 1968). Het tentoongestelde onderzoek is van cruciaal belang geweest voor de ontwikkeling van geavanceerde militaire en defensietechnologieën voor Nederland en de NAVO. Voorbeelden van onderwerpen zijn luchtakoestiek, infrarood, sonar, radar, communicatiesystemen, elektronische systemen, elektronische oorlogvoering, operationeel onderzoek en lasers. Het museum vertelt het verhaal van de interdisciplinaire onderzoekaanpak die een strategische rol speelde binnen de defensie-inspanningen van Nederland en de NAVO.

## Historie
Museum Waalsdorp is gevestigd in het TNO-complex op de Waalsdorpervlakte. Dit is vlak bij de locatie waar op 1 december 1927 het defensieonderzoekslaboratorium “Meetgebouw” van de Nederlandse Commissie voor Physische Strijdmiddelen (CPhS) van start ging. De CPhS zelf werd in november 1924 ingesteld middels een geheim memorandum van de Nederlandse Minister van Oorlog Van Dijk. 
Voor de Tweede Wereldoorlog deed het “Meetgebouw” onderzoek naar onderwerpen als luchtakoestiek (vliegtuigaanwijzers om zoeklichten en luchtafweergeschut te richten), meteorografen, mobiele niet afluisterbare ultrahoge frequentie (UHF) radiosets, onderwaterakoestiek en 's werelds eerste radar met zender en ontvanger in één apparaat die tevens één antenne gebruikten. Deze uitvinding werd bij de inval van de Duitsers in Nederland naar het Verenigd Koninkrijk gebracht en stond later bekend als Radio Direction Finder 289 (RDF 289).
Tijdens de Tweede Wereldoorlog werd het militaire onderzoek stopgezet, met uitzondering van werk aan de opsporing van landmijnen. Van 1941 tot in 1946 maakte het laboratorium deel uit van de Nederlandse PTT-organisatie. In het geheim werd in de oorlog enige steun verleend aan het Nederlandse verzet, zoals de bouw van de zender Radio Herrijzend Nederland III.
In het tijdperk van de Koude Oorlog breidde het werk zich uit naar radar en radardoelvisualisatie, infrarood, laser en lidar, communicatie en operationele research. Na de Koude Oorlog werd het onderzoek verder gediversifieerd, denk aan cybersecurity en bescherming vitale infrastructuur. 
Het museum bewaart de rijke onderzoek geschiedenis en weerspiegelt de technologische innovaties op zowel militair als civiel gebied. Het museum documenteert uitgebreid de technologische doorbraken en vooruitgang die van invloed zijn geweest op de Nederlandse en internationale defensie-, veiligheids- en beveiligingscapaciteiten voor het leger, de politie en de burgermaatschappij.

## Collectie
De museumcollectie bestaat uit ongeveer 2000 objecten, een grote fotocollectie en archieven. De topstukken uit de collectie worden permanent tentoongesteld in het museum. De rest van de collectie is te zien tijdens speciale tijdelijke tentoonstellingen. De volledige omvang, inclusief achtergrondverhalen, wordt gepresenteerd op de website van het museum.

## Kennis
Museum Waalsdorp fungeert ook als een educatieve instelling en kennisbank die inzicht geeft in de geschiedenis van de researchontwikkelingen op het gebied van defensietechnologie in Nederland.